# Насери, Биби
Биби́ Насери́ (фр. Bibi Naceri; род. 1968, Париж) — французский актёр берберского происхождения, наиболее известен по фильму «13-й район». Младший брат актёра Сами Насери.

## Биография
Актёром стал в 20 лет. Давал уроки актёрского мастерства в Марселе для местной молодежи. Снимался в эпизодических ролях в телевизионных фильмах «Окружная полиция / Police District», «Наварро / Navarro». В фильмах часто снимается под своим настоящим именем Ларби Насери.
Первый сценарий «Not' bon Louis» о Людовике XVI написал в 1989 году. В 2002 году Биби пишет сценарий к фильму Кодекс / The Code. В главных ролях этого фильма снялись Самюэль Ле Бьян (Samuel Le Bihan) и его старший брат Сами Насери.
Но по-настоящему стал знаменитым после фильма «13-й район», сценарий к которому написал совместно с Люком Бессоном.
В мае 2019 года принял участие в Международном кинофестивале в Чебоксарах.

## Фильмография

### Сценарист
- 2001 — Бригада по-французски (Кодекс) / La mentale / The Code
- 2002 — Retour en ville
- 2002 — Бригада по-французски / La Mentale
- 2004 — 13-й Район / Banlieue 13 — в соавторстве с Люком Бессоном
- 2005 — Второй шанс / Seconde chance (TV)
- 2008 — Дави на газ / Go Fast
- 2009 — Le Baltringue
- 2014 — 13-й район: Кирпичные особняки / Brick Mansions

### Актёр
- 2001 — Свободное падение / L’aîné des Ferchaux (TV)
- 2002 — Retour en ville — Gilles
- 2002 — Осиное гнездо / Nid de guêpes — Employé Ponts et Chaussées
- 2002 — Лига / Féroce — Ahmed
- 2002 — Бригада по-французски / La Mentale — Rouquin
- 2003 — La bastide bleue (TV) — Chaminade
- 2004 — 13-й Район / Banlieue 13 — Таха Бемамуд
- 2008 — Par suite d’un arrêt de travail — Азиз
- 2008 — Go Fast — Телохранитель
- 2009 — Аиша / Aïcha (TV) — Abdel
- 2009 — Suite noire (TV) — Roland